# Aylacostoma chloroticum
Aylacostoma chloroticum là một loài ốc nước ngọt, là động vật thân mềm chân bụng sống dưới nước thuộc họ Thiaridae. Loài này có ở Argentina và Paraguay.